# Dischloridium naromoruense
Dischloridium naromoruense är en svampart som beskrevs av P.M. Kirk ined. Dischloridium naromoruense ingår i släktet Dischloridium och familjen Chaetosphaeriaceae.   Inga underarter finns listade i Catalogue of Life.